# کورون، پالاوان
کورون، پالاوان (به لاتین: Coron, Palawan) یک سکونتگاه مسکونی در فیلیپین است که در پالاوان واقع شده‌است.

## خصوصیات
کورون ۶۸۹٫۱۰ کیلومترمربع مساحت و ۴۲٬۹۴۱ نفر جمعیت دارد.

## نگارخانه

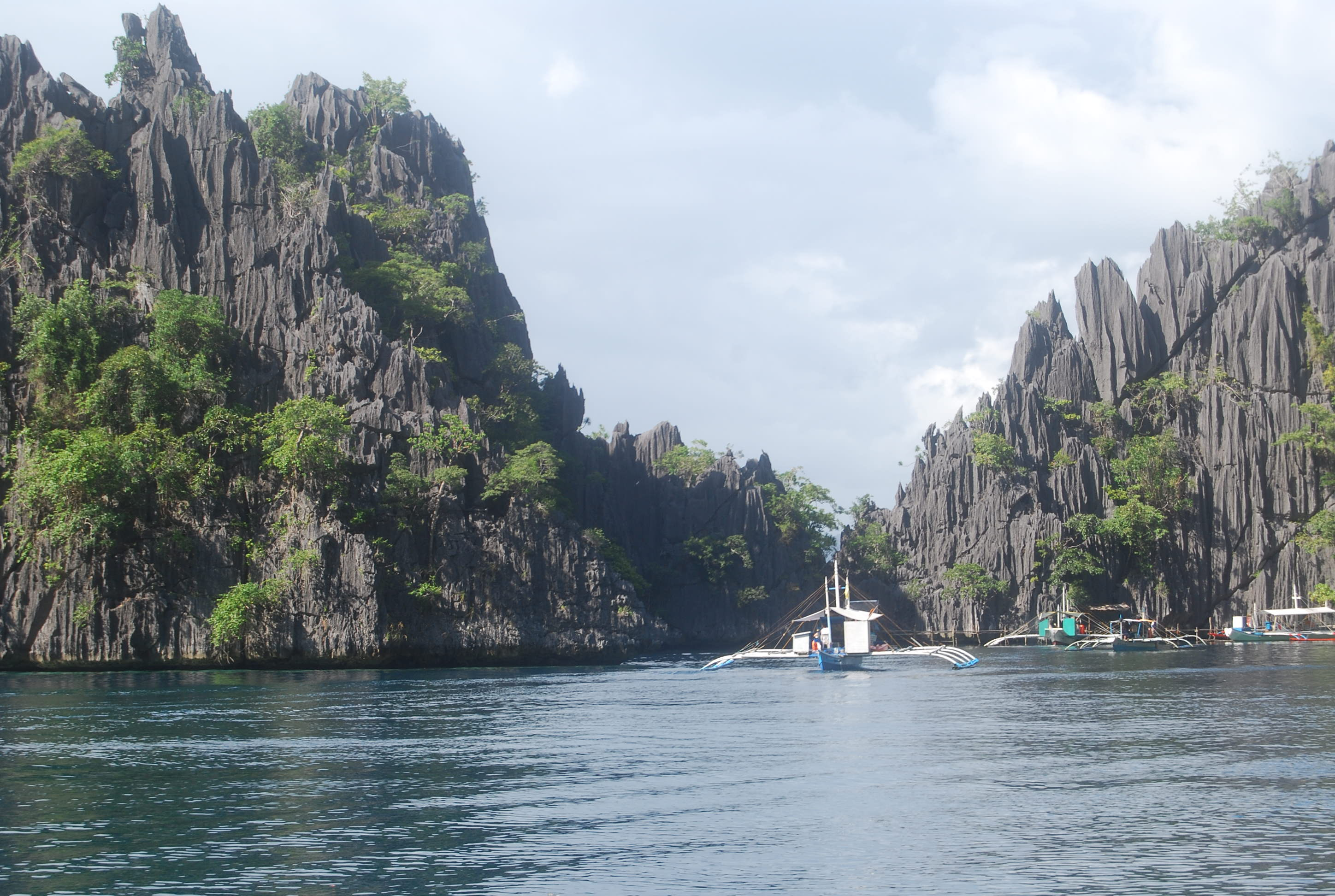
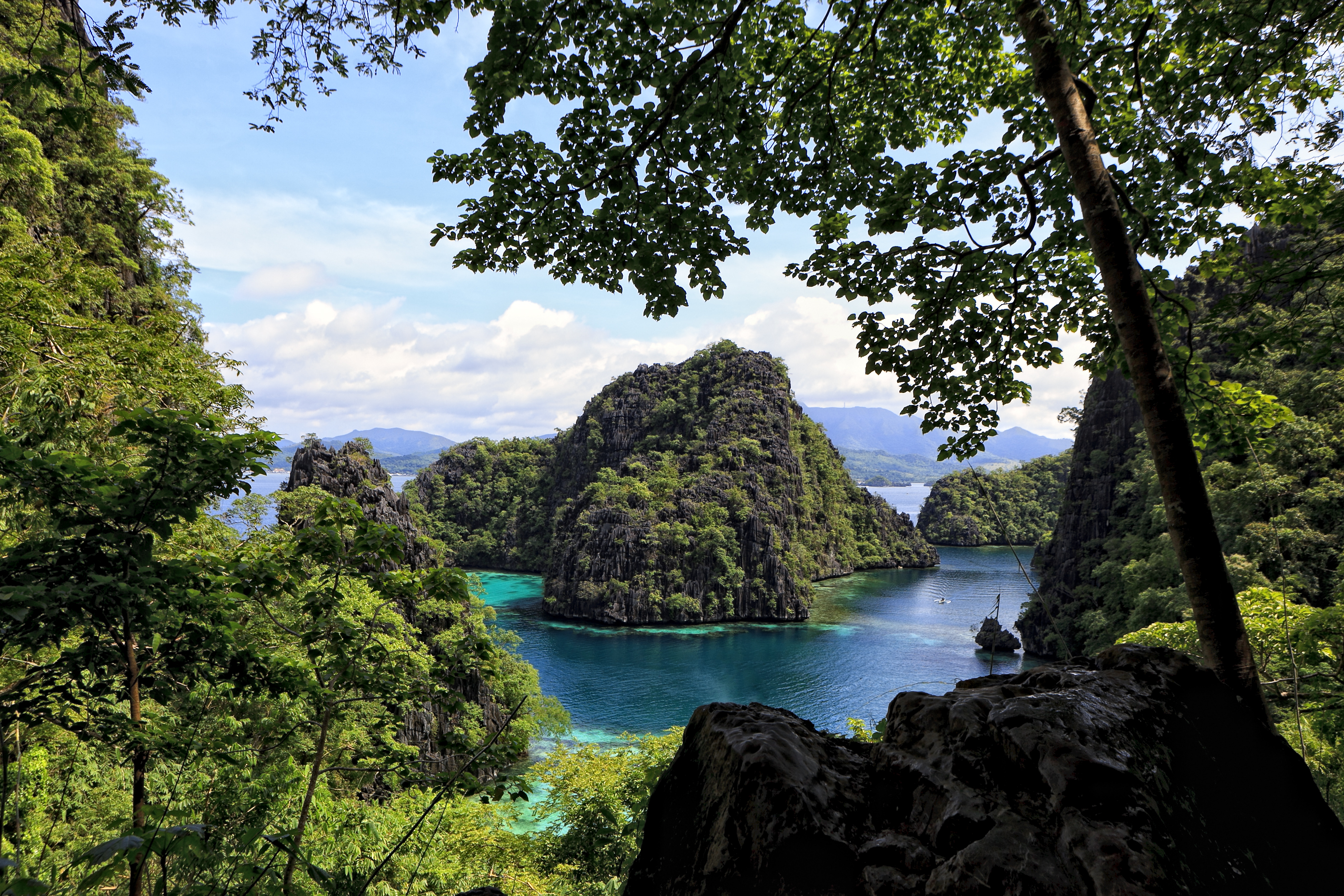
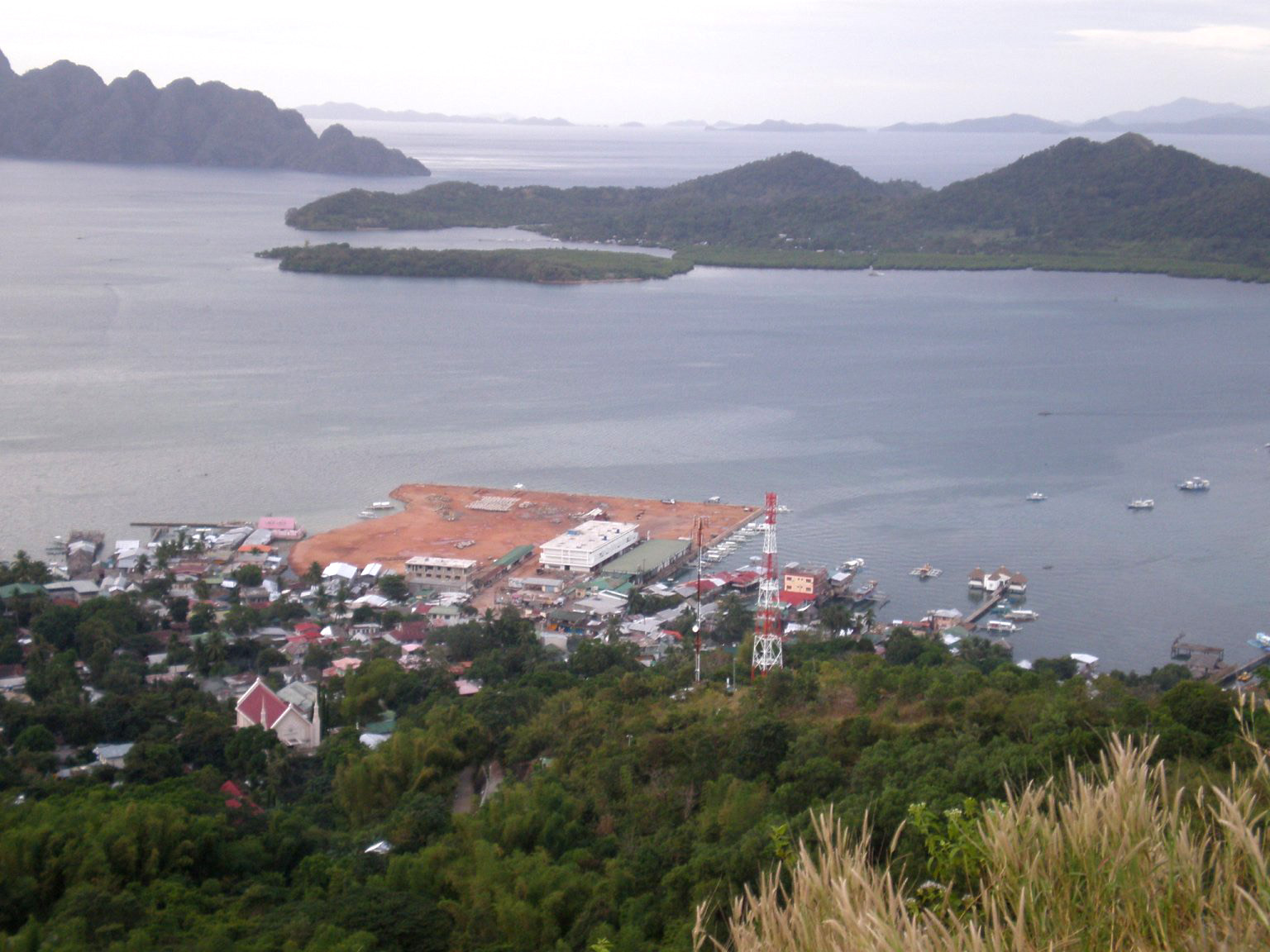
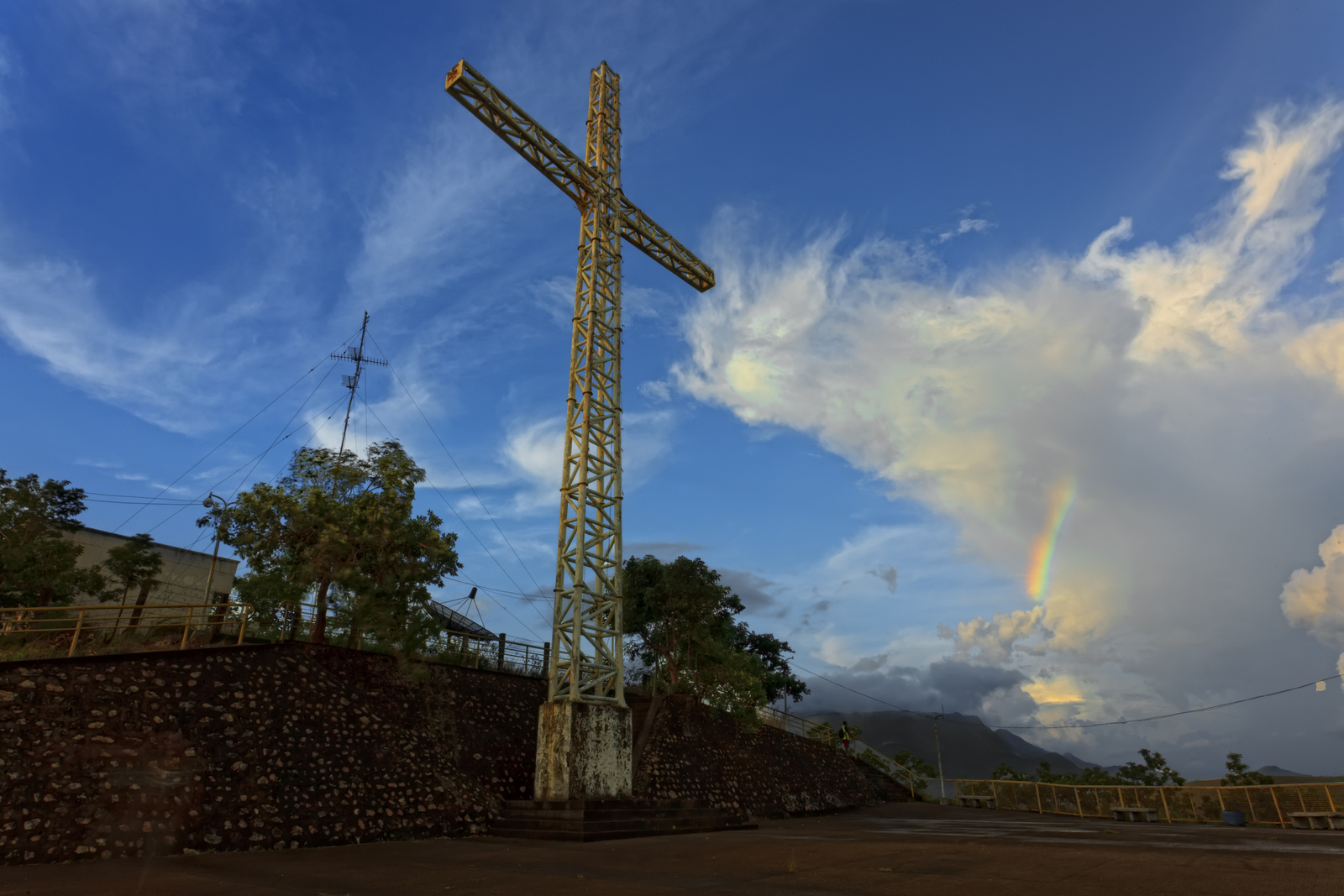